# Camellia vietnamensis
Camellia vietnamensis' Là một loài thực vật có hoa trong họ Theaceae. Loài này được T.C.Huang miêu tả khoa học đầu tiên năm 1965.Cây được xác định phấn bố tại các vùng đệm của VQG Tam Đảo Vĩnh Phúc 